# Puits communal de Locronan
Le puits communal de Locronan est le puits situé sur la place de l'église de la commune de Locronan, dans le Finistère en France. Il fait l'objet d'un classement au titre des monuments historiques.

## Histoire
Le puits ainsi que la place de l'église l'entourant est classé au titre des monuments historiques depuis 1926.